# Chợ Mới
Chợ Mới est une ville du sud du Viêt Nam située dans le delta du Mékong, dans la province d'An Giang. Elle est le chef-lieu du district de Chợ Mới.